# Establos Reales (Suecia)

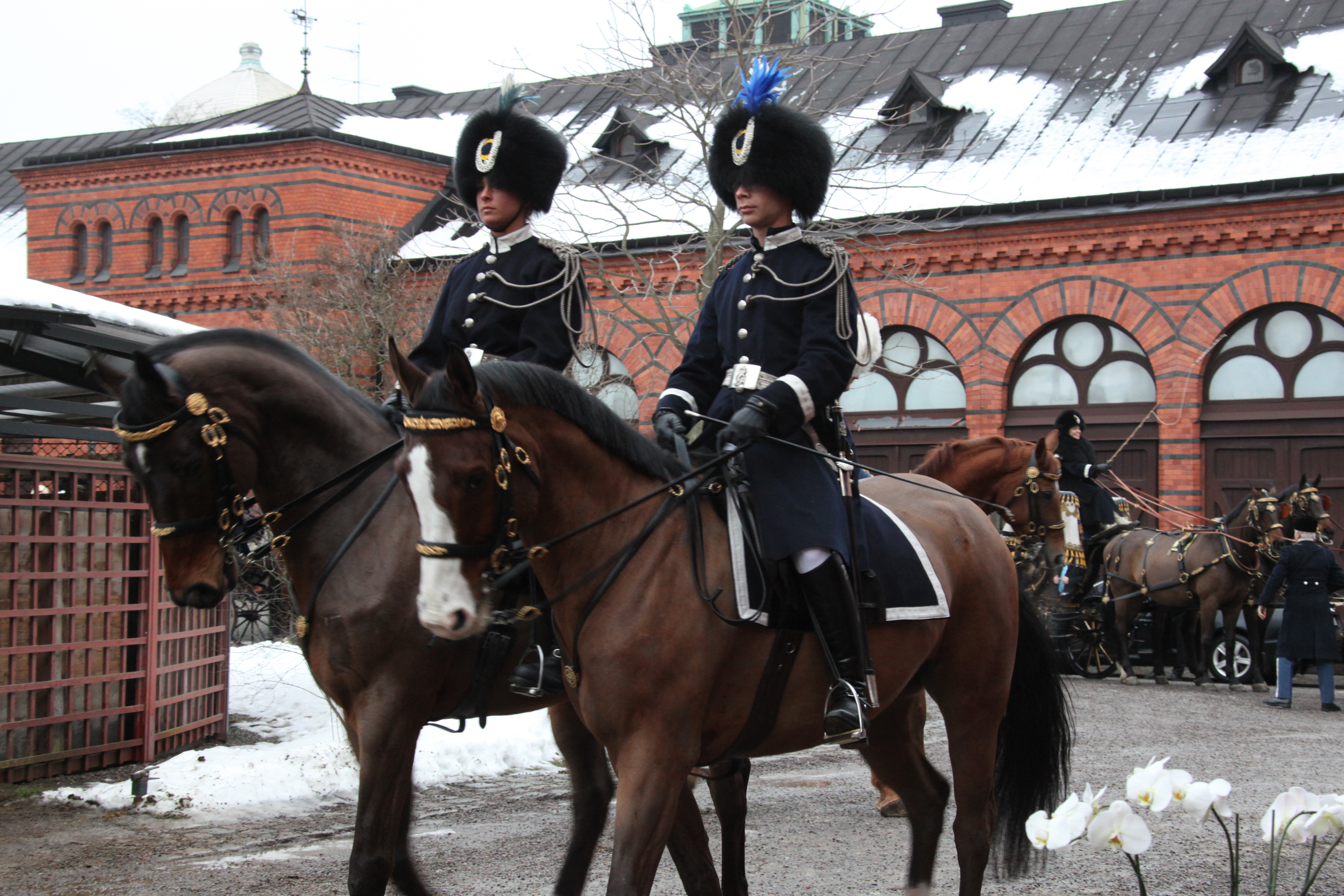
Escena en los Establos Reales de Estocolmo.

Los Establos Reales (en sueco: Kungliga Hovstallet) son la caballeriza (es decir, los establos combinados y la casa de transporte) de la Monarquía sueca que proporciona el transporte ceremonial para la Familia Real sueca durante eventos estatales y ocasiones festivas y su capacidad de transporte diario. Los establos reales datan de 1535 y fueron construidos originalmente en Helgeandsholmen, cerca del Palacio de Estocolmo. Los Establos Reales se encuentran hoy justo detrás de Strandvägen en Östermalm, en el centro de Estocolmo, Suecia. El jefe de los Establos Reales es el Crown Equerry. 
Los Establos Reales están abiertos al público a través de visitas guiadas. Alrededor de 50 carruajes tirados por caballos, trineos y entrenadores se mantienen allí, junto con los autos de la familia real y unos 20 caballos. 

## Historia

### Historia antigua
Los primeros establos reales se ubicaron en Helgeandsholmen, cerca del Palacio de Estocolmo. Los primeros edificios conocidos dedicados a los caballos del Rey fueron construidos en 1535 durante el gobierno de Gustavo Vasa. Sin embargo, relativamente rápido, estos establos se volvieron inadecuados y se trasladaron a locales más grandes no lejos de la Iglesia de San James en el sitio de la actual Ópera Real Sueca. Durante el reinado del rey Carlos XI, sin embargo, los establos regresaron a Helgeandsholmen. Los nuevos establos fueron construidos según el diseño de Nicodemo Tessin el Joven e incluyeron una armería, una sala de equitación y una casa de entrenadores, además de establos para los caballos. En 1696, el edificio fue destruido por un incendio, y Tessin diseñó un nuevo edificio que se construyó en el mismo sitio poco después. Estos establos tenían espacio para 150 caballos y eran significativamente más modernos y espaciosos que su predecesor. Los establos permanecerían en este lugar durante casi dos siglos. 

### Historia contemporánea
En la década de 1870, se hicieron planes para construir una Casa del Parlamento y un Banco Nacional en Helgeandsholmen. El dueño de los establos, el Rey Oscar II se ofreció a dar la tierra para este propósito si se podía encontrar otra ubicación para los establos. El gobierno sueco ofreció una suma sustancial de dinero y propuso construir los nuevos establos en su ubicación actual. Los arquitectos de los nuevos edificios, construidos en un estilo medievalista, fueron Ernst Jacobsson y Fritz Eckert. Los edificios actuales fueron terminados en 1894. Originalmente contenían espacio para 90 caballos y 160 vehículos. 

## Deberes
Los principales deberes de los establos reales son proporcionar transporte a la familia real. Los carruajes tirados por caballos se usan para ocasiones ceremoniales, pero los establos también contienen autos para la familia real. Además de estos deberes, los establos también tienen la responsabilidad de mostrar su patrimonio cultural al público, por ejemplo, a través de visitas guiadas. 

### Caballos y carruajes
Los establos contienen alrededor de 20 caballos, todos de color bayo. Si bien su aspecto físico es importante, los caballos deben medir alrededor de 170 cm (5.6 ft) de altura y estar "con un andar atractivo": también necesitan tener un temperamento estable y están entrenados sustancialmente para poder trabajar en un ambiente de ciudad ocupada. Reciben dos años de capacitación inicial después de que los compran los establos (a una edad de entre cinco y siete años) y, a partir de entonces, también reciben capacitación diaria en Djurgården. Los establos contienen alrededor de 50 carruajes, trineos y autocares diferentes. El entrenador estatal, también llamado entrenador de cristal, data de 1897 y es el más elaborado de estos. Se utiliza en la apertura ceremonial del parlamento y en las visitas oficiales de estado por parte de otros jefes de Estado durante el mal tiempo (cuando hace buen tiempo se usa un carro abierto). Los entrenadores en el rango estable de edad desde mediados del siglo XIX hasta principios del siglo XX.

### Autos
Los establos también contienen alrededor de 20 autos usados por la corte real. Entre estos se encuentran un Daimler Limousina DS420 de 1950 y un Cadillac Fleetwood de 1969. Los otros autos son en su mayoría modernos y destinados al uso diario; los Establos Reales llevan a cabo alrededor de 6.000 misiones de transporte con automóviles cada año. Los Establos Reales tienen una marcada ambición de invertir en automóviles con bajo impacto ambiental